# Oomph!
Oomph! és un grup alemany de Neue Deutsche Härte format el 1989 a Wolfsburg a Alemanya.
Oomph! és un grup de música alemany fundat el 1991 per Dero Gol, Robert Flux i Andreas Crap, a Wolfsburg, Alemanya. El grup, al costat d'uns altres com KMFDM o Die Krupps, són pioners a fusionar el metall amb sons industrials. Des dels seus orígens van practicar un so molt fidel al dit estil, fet explicat de vegades perquè el mateix any en què es va fundar Oomph! es van publicar discos de culte del gènere que van poder servir d'inspiració.
Contractats pel segell discogràfic berlinès, "Records de la màquina", van llançar el seu primer enregistrament en 1991: Ich bin du. La cançó ràpidament es va convertir en un clàssic als electro-clubs alemanys. Encara més reeixit va ser Der neue Gott, el seu segon senzill, per al qual la revista Zillo el 1992 les va atorgar el títol de Newcomer of the Year (debutant de l'any).
El 1992, el primer àlbum d'Oomph! va ser llançat amb lletres en alemany i en anglès, el que es va convertir en una característica del grup. El 1993, la banda va llançar el senzill Breathtaker, que contenia més guitarres l'obra anterior, va ser un avenç precís del seu pròxim àlbum. En el segon àlbum d'Oomph!, Sperm, llançat el 1994 les guitarres són molt més rudes, i els sons electrònics estan més presents. La banda també va tractar d'incloure nous ritmes.
Els seus primers treballs van ser publicats per les discogràfiques Jor i Dynamica, fins que ambdues van ser adquirides pel segell Sanctuary Records entre 1996 i 1997.
També el 1994 va parèixer el primer vídeo: Sex. El vídeo de la cançó amb una parella de jubilats en escenes de relacions sexuals explicites va ser boicotat per MTV. A més la portada de l'àlbum va ser censurada. Un dia una dona membre d'una organització de joves catòlics va tractar d'advertir els assistents per a no entrar al concert. El grup fins i tot va convidar-la a pujar a l'escenari i parlar al públic sobre el seu problema.
El 1995, el tercer àlbum, Defekt a ser llançat, amb lletres en alemany i anglès i un mix d'electrònica i guitarres. Defekt es va convertir en el més fosc i agressiu àlbum que la banda ha llançat. El tema de l'àlbum van ser les ànimes destruïdes i defectuoses i els seus pensaments. El 1996 la banda va tocar en festivals més importants com "With Full Force" o "Wacken Open Air" i també van llançar el seu quart àlbum Wunschkind, que tracta sobre l'abús de menors i no admet cap compromís. Les cançons són escrites molt experimentalment amb diversos ritmes en una cançó.
Oomph! s'ha convertit en una popular banda en viu, usant només la seva interpretació expressiva i els característics gestos facials de Dero. Però al pas del temps la banda es va sentir disconforme amb la discografia Dynamica, les gires no eren ben promogudes i el treball diari es va fer pitjor. Al març del 1998, finalment la van deixar i van signar amb Virgin Records. Fins i tot el productor de la banda, Jor es va anar a Virgin. Aquest segell els va fitxar potser per l'èxit que tenia el gènere en aquells temps. Entre 1998 i 2001 Virgin publica tres discs: Unrein, Plastik i Ego després de la qual cosa no van renovar el seu contracte per l'escàs suport rebut. En qualsevol cas, amb els beneficis obtinguts es van pagar una gira al costat del grup Skunk Anansie el 1999.
El 1998, Oomph! va llançar el se u cinquè àlbum: Unrein. Amb aquest àlbum, va entrar a les llistes de popularitat per primera vegada. A més les actuacions en viu en aquest any van ser un èxit. Oomph! va tocar al festival «Dynam» per primera vegada - davant un públic de més de 250,000 persones, i a més van ser una de les tantes bandes que van formar el cartell del Bizarre Festival d'aquest any.
El 1999 la banda va llançar el seu sisè àlbum, molt melòdic: Plastik. Encara que Wunschkind i Unrein contenien solament una cançó lenta, Dero, que pren lliçons de cant clàssic des de fa uns anys, va tractar de cantar en un espectre molt més ampli en Plastik. Per al senzill, Fieber, la banda va rebre ajuda de Nina Hagen. A la tardor del 1999, van tocar donant suport a la gira europea de Skunk Anansie i després una gira pròpia a Alemanya.
En 2001 publiquen Ego, el seu primer gran àlbum popular, el qual va presentar el senzill Supernova, i tres anys més tard, el 2004, fitxen per GUN Records, una filial de Sony BMG. A partir d'aquest moment la seva promoció és concorde a la seva qualitat, i comencen a donar-se a conèixer mundialmente. Aquest mateix any participen amb l'èxit Augen Auf! en la banda sonora del videojoc FIFA 2005 d'EA Sports, va ser el veritable avenç de popularitat. El 2006 publiquen GlaubeLiebeTod, el seu novè disc. Va ser acompanyat d'un controvertit i polèmic single, Gott ist ein Popstar. Aquest mateix any col·laboren amb Apocalyptica per al tema Die Schlinge.
A la fi d'aquest any editen una col·lecció d'èxits de tots els seus àlbums titulada Delikatessen. Incloïa alguns temis reversionats com la versió 2006 de la seva hit Gekreuzigt, un cover de Frankie Goes To Hollywood The Power Of Love i una nova versió de Träumst Du amb la cantant de Die Happy Marta Jandová. Amb aquest tema, la banda va guanyar el Bundesvision Song Contest 2007, un festival amb la mecànica d'Eurovisió que es realitza anualment a Alemanya.
Durant el 2007 la banda va llançar diverses reedicions de Delikatessen, així com es va dedicar a continuar la seva gira europea, on es van presentar a Alemanya, França, Rússia, etc., fins i tot arribant a obrir-li la presentació a Metallica en territori alemany al juliol d'aquest any, i a començar a compondre el seu nou àlbum, que sortirà a la venda en la part primerenca de 2008. Abans que acabés l'any, la banda va presentar el primer single d'aquest treball, Wach Auf!, que també va servir com tema principal per a la pel·lícula Alien Vs Depredador 2 a Alemanya.
El nou àlbum d'Oomph!, Monster, va ser llançat el 22 d'agost de 2008. La banda va escriure 25 noves cançons, però només 14 conformen el disc. El 2012 va seguir el fracassat Des Wahnsinns fette Beute i el 2015 tornen a l'èxit amb XXV a l'ocasió del 25è anniversari del grup.

## Discografia

### Àlbums
- OOMPH! (1992)
- Sperm (1994)
- Defekt (1995)
- Wunschkind (1996)
- Unrein (1998)
- Plastik (1999)
- Ego (2001)
- Wahrheit oder Pflicht (2004)
- GlaubeLiebeTod (2006)
- Monster (2008)
- Sandmann (2009)
- Truth or Dare (2010)
- Des Wahnsinns fette Beute (2012)
- XXV (2015)

### Remixos
- Upperworld - Syntec
- Ich sehe dich - Such A Surge
- L 'Oasis - La Floa Maldita
- Good God (The Mixes) - Korn
- Und...ich lauf - Joachim Witt
- Painful Reconstructed EP - Sin
- Freedom - De/Vision
- Sheila - Rauhfaser
- Here Comes The Pain - Farmer Boys
- Silver Surger - Such A Surge
- Keilerkopf I - Keilerkopf
- Hülle - Keilerkopf
- Traumschloss - Keilerkopf
- Monochrom - Herzer
- Glas - Herzer
- Supergestört und Superversaut - Joachim Witt
- Krieger - And One